# Dekanat liberecko–chomutowski
Dekanat libercko–chomutowski (cz.: Liberecko-chomutovský děkanát) – jeden z 7 dekanatów w greckokatolickim egzarchacie apostolskim Republiki Czeskiej.

## Parafie
W skład dekanatu wchodzą 3 parafie:
1. parafia św. Barbary – Chomutów
2. parafia Podwyższenia Krzyża Świętego – Liberec
3. parafia św. Wojciecha – Uście nad Łabą

## Sąsiednie dekanaty
czeskobudziejowicki, praski, hradecki